# Fan's Best
Albums de Miyavi
This Iz the Japanese Kabuki Rock
(2008) What's My Name?
(2010)
Compilations par Miyavi
Victory Road to the King of Neo Visual Rock
(2009)
Fan's Best est la 3e compilation de Miyavi, sorti sous le label PS Company et Universal Records le 24 mars 2010 au Japon. Elle arrive 212e à l'Oricon et reste classé 1 semaine.

## Liste des titres
| 1.  | Girls,be ambitious. | 3:28 |
| 2.  | Sakihokoru Hana no yo ni-Neo Visualizm- (咲き誇る華の様に-Neo Visualizm-)                                                                                                | 4:37 |
| 3.  | Subarashikikana, kono sekai-WHAT A WONDERFUL WORLD- (素晴らしきかな、この世界-WHAT A WONDERFUL WORLD-)                                                                   | 4:11 |
| 4.  | Hi no hikari sae todokanai kono basho de feat.SUGIZO (陽の光さえ届かないこの場所で feat.SUGIZO)                                                                          | 5:29 |
| 5.  | Selfish love -Aishitekure, Aishiteru Kara- (Selfish love-愛してくれ、愛してるから-)                                                                                      | 3:01 |
| 6.  | Freedom Fighters -Icecream wo Motta Hadashi no Megami to, Kikanjuu wo Motta Hadaka no Ousama- (Freedom Fighters-アイスクリーム持った裸足の女神と、機関銃持った裸の王様-) | 4:51 |
| 7.  | Dear my friend -Tegami wo Kaku yo- (Dear my friend-手紙を書くよ-) | 4:28 |
| 8.  | Itoshii Hito (Beta de Suman) 〜Dokuso〜 (愛しい人(ベタですまん。)〜独奏〜)                                                                                               | 7:18 |
| 9.  | Mamagoto (ex:Shokyo to sakujo) 〜Dokuso Jam Session ver〜 (ママゴト(ex:消去と削除)〜独奏 JAMセッションver.〜)                                                            | 4:01 |
| 10. | Kimi ni Negai Wo (君に願いを) | 4:45 |
| 11. | POP is dead (2004.08.31 Live at Budokan) | 4:43 |
| 12. | How to love (2006.09.18 Live at Tokyo) | 3:31 |
| 13. | Kabuki Danshi -KABUKI BOIZ- (2007.09.02 Live à Shin-Kiba STUDIO COAST) (歌舞伎男子-KABUKI BOIZ-)                                                                         | 6:27 |
| 14. | Jibun Kakumei -2007- (2007.12.25 Live at C.C Lemon Hall) (自分革命-2007-)                                                                                                | 4:54 |
| 15. | Jingle Bell (2007.12.25 Live at C.C Lemon Hall) (ジングルベル) | 5:09 |